# Saison 2015 des Rangers du Texas
La saison 2015 des Rangers du Texas est la 55e saison en Ligue majeure de baseball pour cette franchise et sa 44e depuis son transfert de Washington vers la ville d'Arlington au Texas en 1972.
Avec 88 victoires et 74 défaites, les Rangers remportent 21 parties de plus qu'en 2014 et retournent en éliminatoires après une absence de deux ans. Ils devancent les Astros de Houston au classement de la section Ouest de la Ligue américaine le 15 septembre et terminent la saison avec deux matchs de priorité sur eux, gagnant leur premier titre de division depuis 2011.

## Contexte
Les Rangers traversent une éprouvante saison 2014 où ils font jouer 64 joueurs différents, dont 40 lanceurs, de nouveaux records du baseball majeur. Comme résultat, ils sont derniers de la division Ouest de la Ligue américaine, derniers sur 15 équipes dans la Ligue américaine et 28e sur 30 clubs des majeures avec 67 victoires et 95 défaites, 23 revers de plus que l'année précédente, leur pire performance depuis 1982 et leur première saison perdante depuis 2008. Ils ratent les éliminatoires pour le second automne consécutif et n'évitent les bas-fonds du classement général que par une performance de 13 victoires en 16 parties pour conclure l'année. En septembre, Ron Washington, le gérant qui a gagné le plus de matchs dans l'histoire des Rangers, démissionne.

## Intersaison
Le 16 octobre 2014, Jeff Banister devient le nouveau gérant des Rangers du Texas après 4 saisons comme instructeur adjoint à Clint Hurdle, le pilote des Pirates de Pittsburgh. Il s'agit d'un premier poste du genre dans les majeures pour Banister, qui a été autrefois gérant en ligues mineures dans le réseau des Pirates.
Le 12 décembre 2014, les Rangers font l'acquisition du lanceur gaucher Ross Detwiler, acquis des Nationals de Washington en échange de deux joueurs de ligues mineures : le deuxième but Christopher Bostick et le lanceur droitier Abel De Los Santos.
Le lanceur partant droitier Colby Lewis, revenu au jeu pour Texas en 2014 après avoir raté toute la saison 2013, revient chez les Rangers en 2015 sur un contrat d'un an.
Le lanceur de relève droitier Kyuji Fujikawa, un vétéran des ligues japonaises, signe le 16 décembre 2014 un contrat d'un an avec les Rangers, suivant deux saisons marquées par des blessures et des présences sporadiques avec les Cubs de Chicago.
Les Rangers ne renouvellent pas pour 2015 les contrats du vétéran lanceur droitier Scott Baker, du receveur J. P. Arencibia et du lanceur droitier Alexi Ogando, jugé un trop grand risque financier après une absence de 4 mois sur blessure et son refus de s'entraîner dans les ligues d'hiver. Le voltigeur Alex Ríos quitte quant à lui le Texas via le marché des agents libres et rejoint les Royals de Kansas City.
À la recherche d'un nouveau lanceur partant, les Rangers le trouvent le 19 janvier 2015 lorsqu'ils acquièrent le droitier Yovani Gallardo, qui a effectué au moins 30 départs par année au cours des 6 saisons précédentes chez les Brewers de Milwaukee. Les Rangers cèdent en retour à ces derniers le joueur d'arrêt-court Luis Sardiñas, le lanceur de relève droitier Corey Knebel et Marcos Diplan, un lanceur droitier des ligues mineures.
Le 27 janvier 2015, les Rangers échangent le lanceur gaucher Robbie Ross aux Red Sox de Boston contre le lanceur droitier Anthony Ranaudo.

## Calendrier pré-saison
L'entraînement de printemps 2015 des Rangers se déroule du 4 mars au 4 avril.

## Saison régulière
La saison régulière de 162 matchs des Rangers débute le 6 avril par une visite aux Athletics d'Oakland et se termine le 4 octobre suivant. Le match d'ouverture local au Globe Life Park d'Arlington a lieu le 10 avril lors de la visite de l'autre club du Texas, les Astros de Houston.
Après un seul match joué au camp des Rangers, le club apprend que l'as lanceur Yu Darvish doit subir une opération de type Tommy John au coude qui l'enverra sur la liste des blessés jusqu'à la saison 2016.

### Classement
| Ligue américaine division Ouest | V  | D  | %    | Diff. | Diff. (séries) |
| ------------------------------- | -- | -- | ---- | ----- | -------------- |
| Rangers du Texas                | 88 | 74 | ,543 | -     | -              |
| Astros de Houston               | 86 | 76 | ,531 | 2     | -              |
| Angels de Los Angeles           | 85 | 77 | ,525 | 3     | 1              |
| Mariners de Seattle             | 76 | 86 | ,469 | 12    | 10             |
| Athletics d'Oakland             | 68 | 94 | ,420 | 20    | 18             |

### Avril
- 27 avril : Acquis des Angels de Los Angeles en échange d'un joueur à être nommé plus tard ou d'une compensation en argent, le joueur de champ extérieur Josh Hamilton est rapatrié par les Rangers[22].

### Mai
- 15 mai : Adrián Beltré, des Rangers, frappe contre Bruce Chen des Indians de Cleveland le 400e circuit de sa carrière[23].

### Juin
- 2 juin : À son premier match dans le baseball majeur, Joey Gallo des Rangers réussit un simple, un double et un coup de circuit, en plus de récolter 4 points produits face aux White Sox de Chicago[24].
- 3 juin : Delino DeShields, Jr., des Rangers, est élu meilleure recrue du mois de mai 2015 dans la Ligue américaine[25].

### Juillet
- 21 juillet : Avec un triple à la 9e manche d'un match disputé au domicile des Rockies du Colorado, Shin-Soo Choo complète le cycle, le 8e de l'histoire par un joueur des Rangers[26].

### Août
- 3 août : Face aux Astros de Houston, Adrián Beltré des Rangers réussit le cycle pour la 3e fois de sa carrière, égalant le record des majeures partagé avec John Reilly, Bob Meusel et Babe Herman[27].

### Octobre
- 1er octobre : Victorieux à domicile sur les Angels, les Rangers assurent leur retour en séries éliminatoires après les avoir ratées les deux années précédentes[28].
- 4 octobre : Les Rangers remportent leur premier titre de la division Ouest de la Ligue américaine depuis 2011[2] en l'emportant à domicile au dernier jour de la saison sur les Angels de Los Angeles, qu'ils éliminent du même coup de la course aux éliminatoires[29].
- 5 octobre : Shin-Soo Choo des Rangers est nommé meilleur joueur du mois de septembre 2015 dans la Ligue américaine[30].
- 8 octobre : Début à Toronto de la Série de divisions entre les Rangers et les Blue Jays de Toronto.

## Affiliations en ligues mineures
| Niveau            | Équipe                 | Ligue                         |
| ----------------- | ---------------------- | ----------------------------- |
| AAA               | Express de Round Rock  | Ligue de la côte du Pacifique |
| AA                | RoughRiders de Frisco  | Texas League                  |
| A-Advanced        | High Desert Mavericks  | Carolina League               |
| A                 | Crawdads de Hickory    | South Atlantic League         |
| A (saison courte) | Indians de Spokane     | Northwest League              |
| Ligue des recrues | Arizona League Rangers | Arizona League                |
| Ligue des recrues | DSL Rangers            | Dominican Summer League       |